# Erazma
Erazma – imię żeńskie, żeński odpowiednik imienia Erazm, wywodzącego się od greckiego Erasmōs, co oznacza „godny miłości, miły”. 
Patronką tego imienia w Kościele katolickim jest św. Erazma, wspominana razem ze św. Dorotą, Eufemią i Teklą. 
Erazma imieniny obchodzi 3 września.